# Кубок Розвитку 2015
Кубок розвитку 2015 ―11-й розіграш міжнародного юнацького турніру на призи АБФФ і Мінміськвиконкому, який пройшов в січні 2015 року у Білорусі. Змагання проходили у період з 18 до 25 січня 2015 року в Мінську. Всі матчі турніру пройшли в мінському Футбольному манежі. Переможцем турніру стала юнацька збірна Росії до 19 років.

## Груповий етап

### Група А
| М | Команда  | І | П | Н | П | Г      | ±   | О | Додатки              |
| - | -------- | - | - | - | - | ------ | --- | - | -------------------- |
| 1 | Молдова  | 3 | 1 | 2 | 0 | 5 − 3  | +2  | 5 | Група за 1-3 місця   |
| 2 | Білорусь | 3 | 1 | 2 | 0 | 8 − 3  | +5  | 5 | Група за 4-6 місця   |
| 3 | Чехія    | 3 | 1 | 2 | 0 | 11 − 1 | +10 | 5 | Група за 7-9 місця   |
| 4 | Китай    | 3 | 0 | 0 | 3 | 1 − 18 | −17 | 0 | Група за 10-12 місця |

І — ігри, П — перемоги, Н — нічиї, П — поразки, Голи — забиті і пропущені голи, ± —різниця голів, О — очки